# Dragan Škrbić
Dragan Škrbić (Kula, 29 settembre 1968) è un ex pallamanista jugoslavo naturalizzato spagnolo.
Ora è attivo nel Futbol Club Barcelona.

## Premi
Ricevette la medaglia di bronzo ai Campionati mondiali del 2001 per la nazionale jugoslava, nel 2000 viene eletto dalla International Handball Federation come miglior giocatore dell'anno.